# Prahlada (rey)
En el marco de la mitología hinduista, Prajlada es un personaje de los textos puránicos.
- प्रह्लाद, en escritura devánagari.

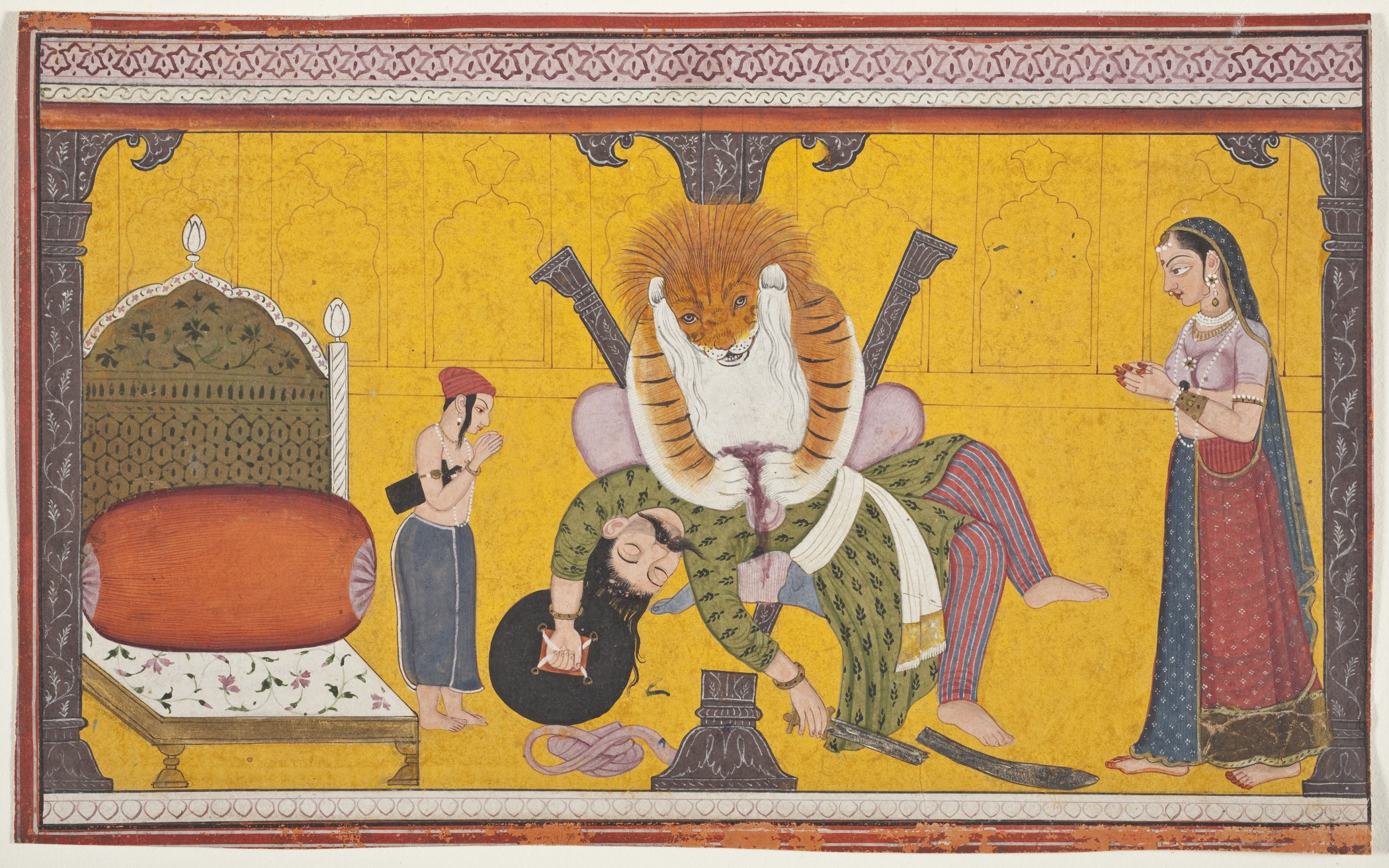
Narasinja vacía los intestinos de Jirania Kashipú, mientras Prajlada y su madre se inclinan ante él; folio de un Bhagavata puraná, acuarela y oro sobre papel, 121 × 235 mm), en Nurpur (Himachal Pradesh).

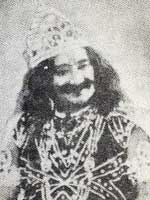
Fotografía de la película india Bhakta Prahlada (‘El devoto Prajlada’, de 1931), que posiblemente presenta al rey daitia Jirania Kashipú.

- prahlāda, en el sistema IAST de transliteración.
- Etimología: ‘mucho deleite, mucho gozo’, siendo pra un aumentativo, y jlada: ‘refrescamiento, placer, alegría, deleite’.

Prajlada es famoso por su bhakti (devoción exclusiva) hacia el dios Vishnú, a pesar de los intentos de su padre (el rey Jirania Kashipú) de convertirlo en un asura ("demonio") como él.
Las tradiciones vaisnavas lo consideran un majayana (‘gran personalidad’, o gran devoto).
En el Bhágavata puraná se le atribuye un tratado doctrinal acerca del proceso de adoración al dios Vishnú.
La mayoría de las historias de los Puranás se basan en las actividades de Prajlada cuando era un niño, y así es retratado más comúnmente.

## Leyenda de Prajlada
El relato de la vida de Prajlada se cuenta principalmente en el Bhágavata puraná.
Según ese mismo texto, el dios Vishnú —luego de matar a Jirania Kashipú, finalmente convirtió a Prajlada en rey de los daitias (como reemplazo de su padre asura).
Según el Majábharata fue regente de una de las divisiones de los Pātālas (infiernos).
Cuando murió alcanzó un sitio en Vaikunthá (la morada de Vishnú).

## Moralejas
La leyenda de Prajlada revela varias moralejas:
- El devoto de Nrisimja gana siempre.
- El dios Nrisinja siempre salva a sus devotos.
- La devoción hacia Dios no tiene edad.
- Los malos siempre son castigados.